# Артавазд I
Артава́зд I — цар Великої Вірменії (160–115 до н. е.), старший син Арташеса I.
Успадкувавши батьківський престол, продовжив основну політичну лінію свого попередника. За його правління 120 року до н. е. вірмени стикнулись із парфянами, які підійшли до кордонів Великої Вірменії. Парфяни не досягли вирішального успіху, проте Артавазд був змушений віддати їм у заручники сина свого брата — Тиграна. Помер 115 до н. е., не залишивши прямих спадкоємців. Трон перейшов до брата Тиграна I.